# Přísná přírodní rezervace Kevo
Přísná přírodní rezervace Kevo (Kevon luonnonpuisto) je chráněné území ležící ve Finsku, v okrese Utsjoki, v nejsevernější části Laponska. Chráněné území bylo vyhlášeno roku 1956, ačkoli výzkum zde probíhal již od roku 1954. Rozloha rezervace je 712 km2. Nejnižší bod je 75 m n. m., nejvyšší 640 m n. m., ovšem nadmořská výška většiny území se průměrně pohybuje mezi 250 – 400 m n. m.
Rezervace je, jako ostatních 18 finských rezervací, spravována státním podnikem Metsähallitus a je jednou ze dvou, do kterých je povolen vstup návštěvníkům. V severní části chráněné oblasti se nachází stanice Laponského výzkumného ústavu Kevo (Lapin tutkimuslaitos Kevo) udržovaná Univerzitou v Turku.
Ochrana přírody zde byla zavedena kvůli rozmanitosti nik, které toto území skýtá. V hlavním kaňonu, ale i v postranních údolích, tu lze najít druhy „teplomilnější“ v podstatě za severní hranicí jejich areálu. Kdežto na vrcholcích tunturi (pahorky, hřbety či planiny nad horní hranicí lesa; slovo pochází ze Sámštiny) přežije jen ta nejodolnější flora a fauna. Dalším podstatným důvodem, proč je tato lokace chráněna, jsou hnízdiště celé řady ptáků, mezi nimi i například celoevropsky ohroženého tetřeva hlušce (Tetrao urogallus).

## Lokalita
Na jihozápadě území Keva pramení řeka Kevojoki, která dále tímto územím protéká směrem na severovýchod a vytváří tak Kevonský kaňon, jehož stěny jsou na některých místech až 100 metrů vysoké. Celkový ráz kaňonu zde dotvářejí nesčetné postranní přítoky, jež vzhledem k velmi strmým stěnám kaňonu tvoří na svých soutocích s řekou vodopády. Nejvyšší a nejznámější je Fiellunský vodopád, který je také jednou z turistických atrakcí Keva.
Kevonský kaňon je obklopen skaidi, jejíž hřebeny a údolí vytvářejí velmi specifický reliéf krajiny. Údolí jsou dobře viditelná již při pohledu zdálky především díky své bohaté vegetaci, která je velmi odlišná od téměř holých hřbetů.
Na západní straně rezervace se nachází zaoblené vršky tunturi, leckdy vysoké i přes 600 m n. m. Při pohledu na sever lze zahlédnout Skandinávské pohoří s vrcholky věčně pokrytými sněhem.

## Historie

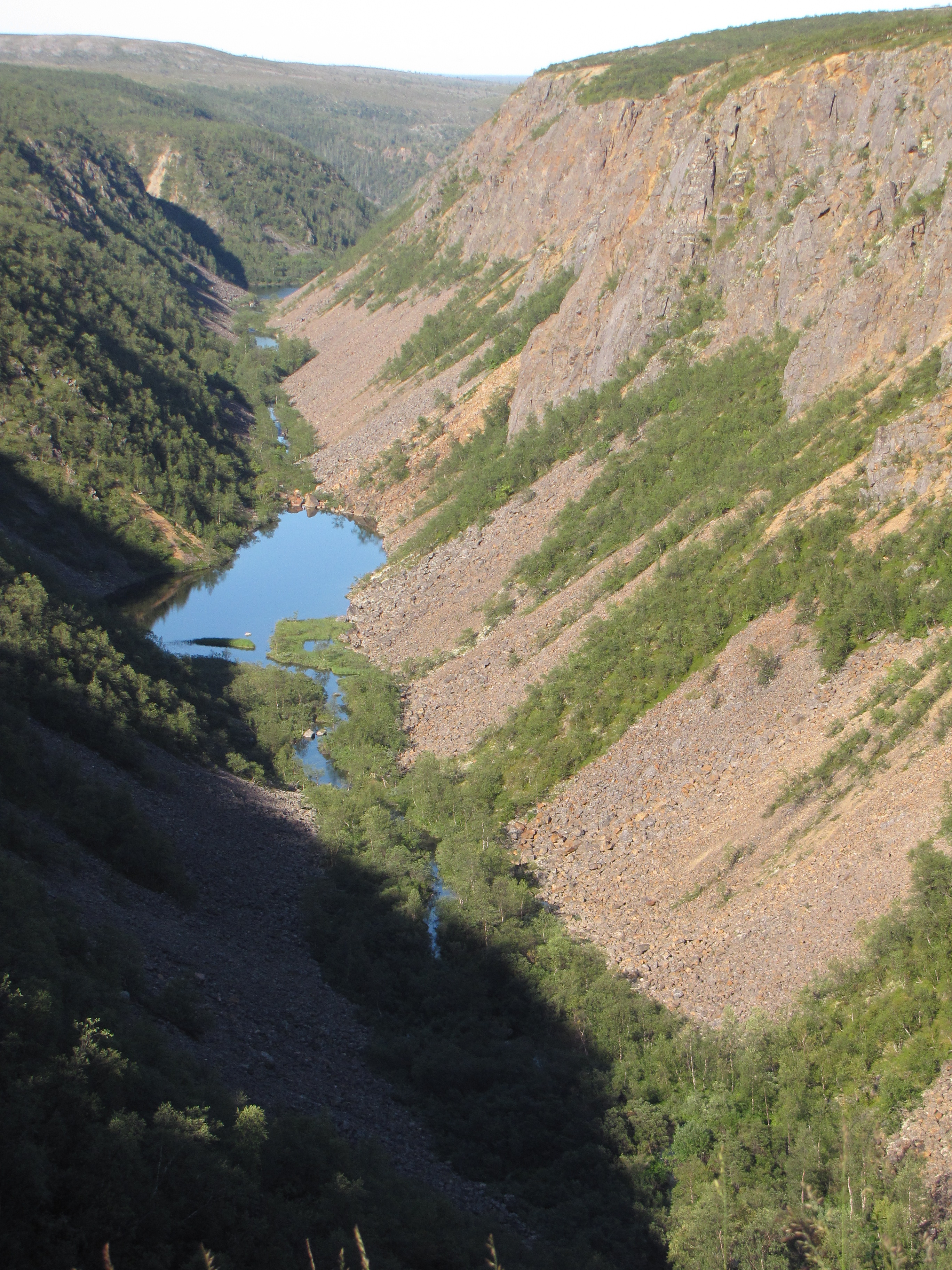
Počátek kaňonu řeky Kevojoki

Jak již bylo zmíněno, první výzkum zde začal v první polovině 50. let. Jednalo se především o výzkum flóry. Výzkum fauny následoval nedlouho po floristickém. Z počátku byl výzkum prováděn především studenty, dobrovolníky a nadšenci bez speciálního vybavení, pouze s notnou dávkou nadšení a odhodlání zmapovat druhy subarktické přírody. Vzhledem k tomu, že v té době zde neexistovalo žádné zázemí, které by chránilo před drsnými podmínkami, dobrovolníci cestovali z důvodu bezpečnosti ve skupinách.
V roce 1956 bylo v oblasti Kevojoki zřízeno Chráněné území, podle norem IUCN označeno jako přísná přírodní rezervace. Následně po této události zde byla roku 1958 zřízena výzkumná stanice, v té době jako nejsevernější v Evropě.
Nedlouho po vyhlášení rezervace toto území postihla domnělá „ekologická katastrofa“, kdy se v roce 1960 přemnožil šedokřídlec vrbový (Epirrita autumnata), který ožral velkou část porostu břízy pýřité (betula pubescens ssp. tortuosa) ve skaidi jež obklopuje kaňon Kevojoki. Další přemnožení tohoto druhu následovala v letech 1964 a 1965, pozdější výzkum však dokázal, že jde o přirozený proces, který udržuje biodiversitu nejen v této oblasti ale ve všech místech tundry s vrbovým porostem.
Od roku 1977 se na výzkumné stanici konají různá setkání odborníků na ochranu životního prostředí. První z nich, právě v tomto roce, uspořádané ve spolupráci s výzkumnou stanicí Abisko (Abisko Naturvetenskapliga Station) pojednávalo, jakožto první v historii vůbec, o ochraně subarktické přírody.
V roce 1982 byla přírodní rezervace rozšířena na svou stávající rozlohu 712 km2.
V průběhu dalších dvou desetiletí zde probíhalo mnoho výzkumných projektů zaměřených především na populaci šedokřídlce vrbového (Epirrita autumnata) a jeho vliv na porosty břízy pýřité (betula pubescens ssp. tortuosa), další větší projekty se zabývaly oblastmi s populací borovice lesní (pinus sylvestris) a také ptactvem.
Po vzniku Natury 2000 bylo toto území v roce 2003 schváleno evropskou komisí, jakožto území s unikátními přírodními biotopy, a tudíž přidáno na seznam území Natury 2000. V roce 2005 pak došlo k rozšíření Natury 2000 o několik dalších chráněných druhů ptactva, z nichž některé můžeme najít i v rezervaci Kevo.

## Přírodní poměry

### Geologie území

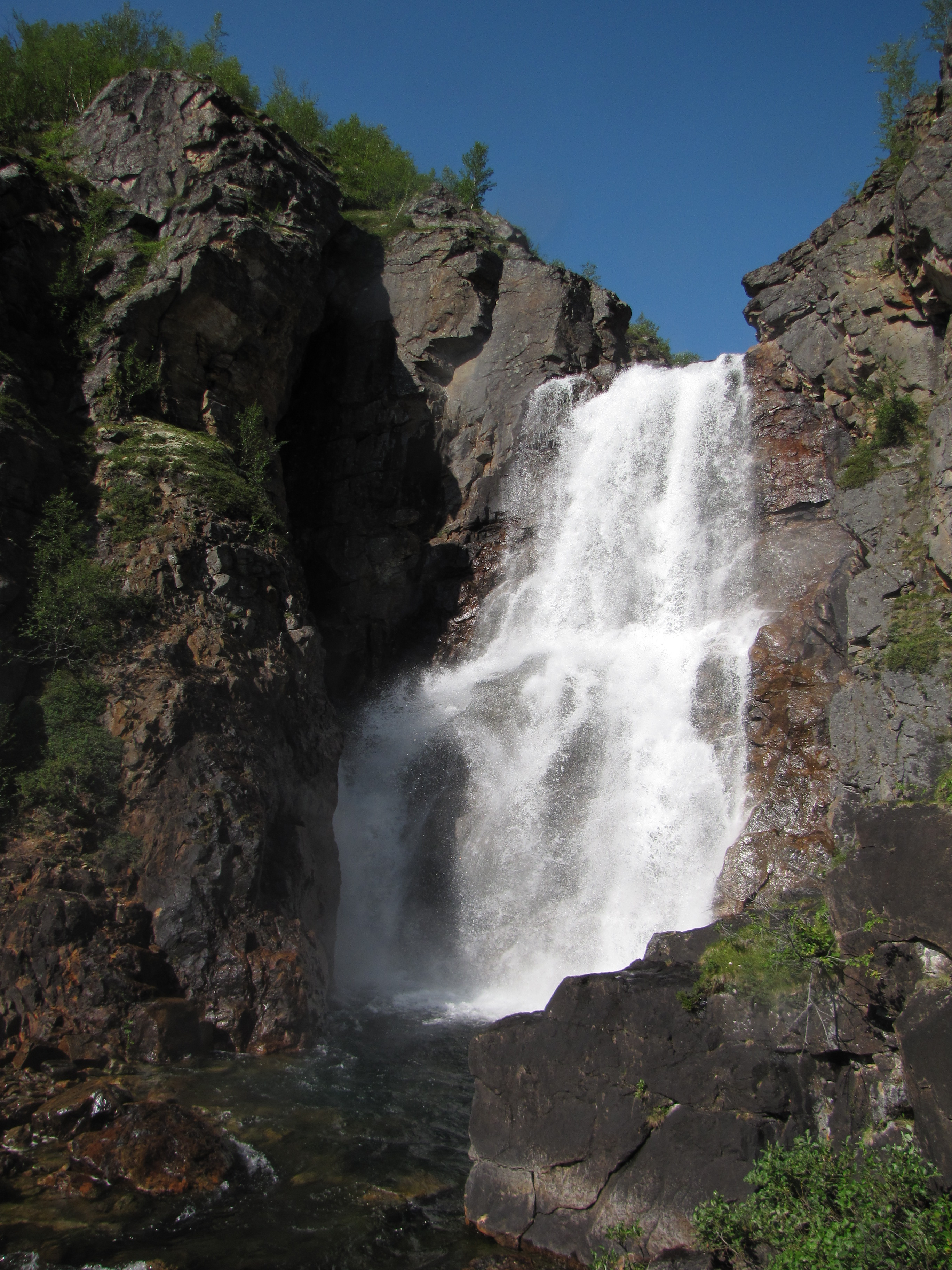
Fiellunský vodopád

Celé území geologicky patří pod tzv. baltský štít, na severu ohraničený Skandinávským pohořím. Dominantními horninami jsou granulit a rula, které jsou kyselejšího charakteru, ale dají se zde najít i menší lokace s bazickými horninami. Oblast baltského štítu byla utvářena při třetihorním vrásnění a následně utvářena glaciální erozí. Nejdůležitějším glaci-fluviálním procesem zde bylo vytvoření kaňonu s tzv. Kamovými terasami, na kterých došlo k akumulaci jemnozrnného půdotvorného materiálu a tím vytvoření vhodné půdy pro specifické druhy rostlin.
Jak již bylo zmíněno, půda baltského štítu je velmi kyselá (pH 3,5-4,5) a převážně podzolovaná.

### Klima
Ačkoli se Kevo nachází pouze okolo 100 km od Severního ledového oceánu, klima je spíše vnitrozemské než oceánické. Důvodem je hřbet Skandinávského pohoří. Nejstudenějším měsícem je leden s průměrnou teplotou -16 °C, nejteplejším červenec, jehož průměrná teplota je okolo 13 °C. Roční průměrná teplota kolísá okolo 2 °C. Sněhová pokrývka často zůstává až do poloviny května.
Vzhledem k tomu, že území se nachází za polárním kruhem, organismy zde ovlivňuje také polární noc a den. Slunce se drží nad obzorem zhruba od poloviny května do konce června, polární noc začíná na konci listopadu a končí uprostřed ledna. Permafrost se zde ve větší míře nevyskytuje, pouze jako osamocené ledové čočky v jezírkách palsových bažin.

### Flóra a fauna

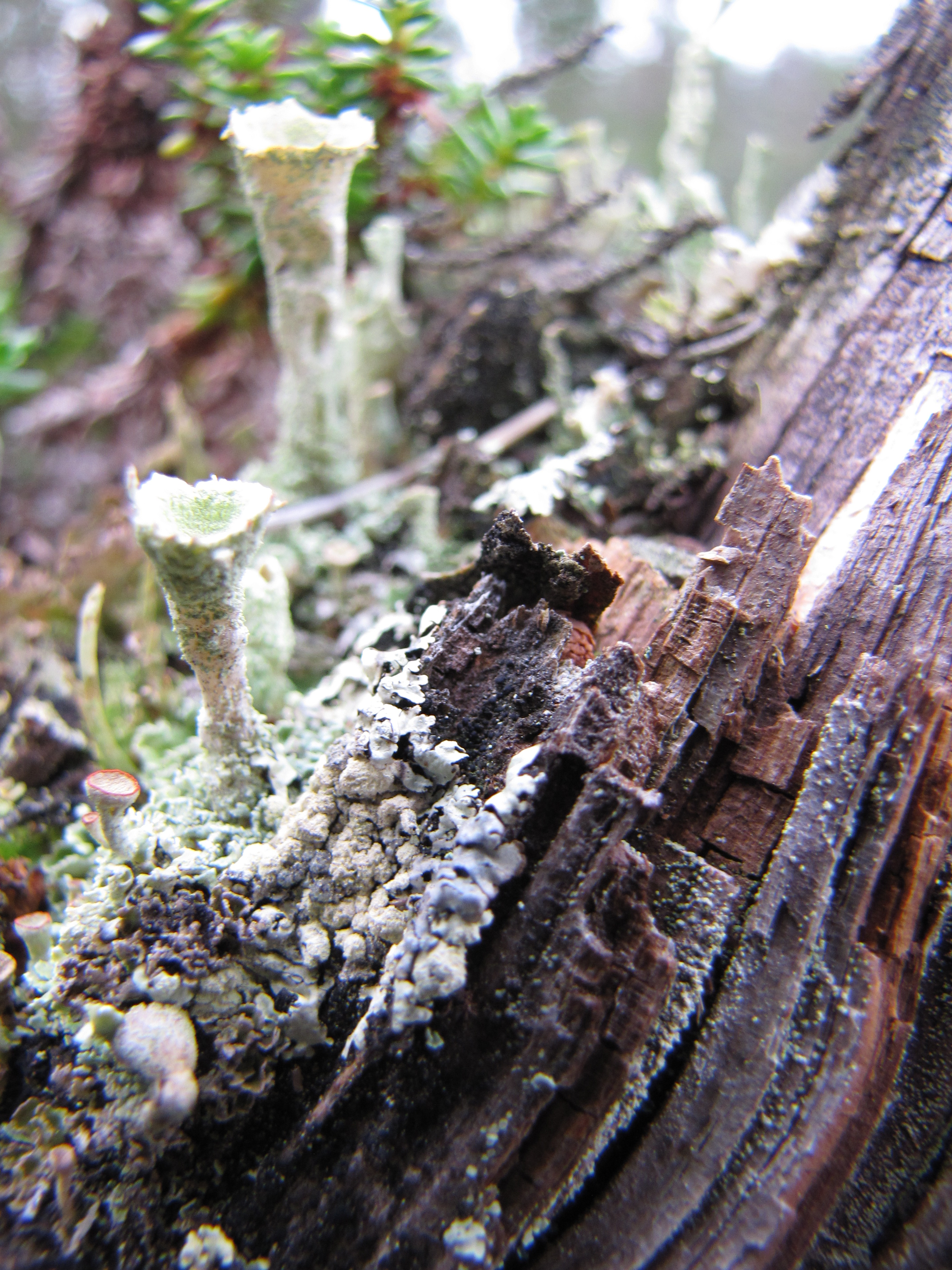
Dutohlávka sobí na padlém kmeni borovice, tento lišejník je častou potravou sobů

Většina území je pokryta porosty břízy pýřité (Betula pubescens ssp. tortuosa) avšak najdeme zde i bezlesá vřesoviště s rašelinnými jezírky, kde hlavní zástupci jsou rostliny z čeledi vřesovcovité (Ericaceae). Velice typické jsou také oblasti porostlé lišejníky, mechy a zakrslými keři různě roztroušené po celé rezervaci. V chráněných údolích najdeme i izolované porosty borovice lesní (Pinus sylvestris). Další neopomenutelnou oblastí je samo říční údolí, ve kterém se nachází hned několik biotopů. Nejzajímavějšími jsou asi strmé stěny kaňonu a zaplavované písčiny.
Za velmi silný biologický faktor je zde považována pastva soba polárního (Rangifer tarandus).
Kdekoliv v Kevu lze zahlédnout zajíce běláka (Lepus timidus), nebo některého z čeledi lasicovitých (Mustelidae): norka amerického (Neovison vison), kunu lesní (Martes martes), lasici hranostaje (Mustela erminea) či lasici kolčavu (Mustela nivalis).
Drozd cvrčala (Turdus iliacus), čečetka zimní (Carduelis flammea), rehek zahradní (Phoenicurus phoenicurus), drozd zpěvný (Turdus philomelos), brkoslav severní (Bombycilla garrulus), sýkora laponská (Parus cinctus syn. Poecile cincta), sojka zlověstná (Perisoreus infaustus), krkavec velký (Corvus corax), hýl křivčí (Pinicola enucleator), dřemlík tundrový (Falco columbarius), lejsek šedý (Muscicapa striata), pěnkava jikavec (Fringilla montifringilla), lejsek černohlavý (Ficedula hypoleuca) jsou běžnými ptáky v celé rezervaci.

#### Oblast Tunturi

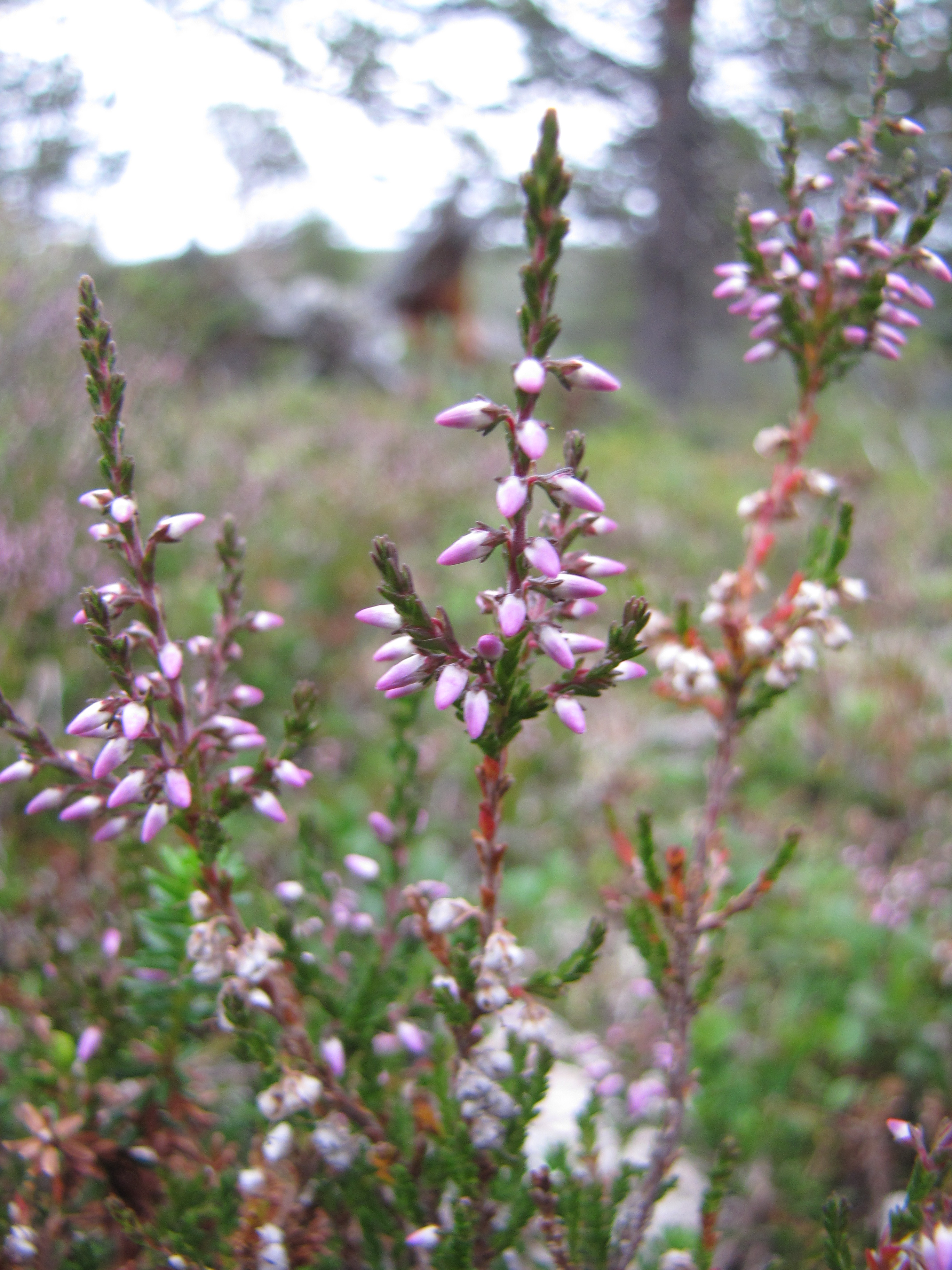
Vřes obecný

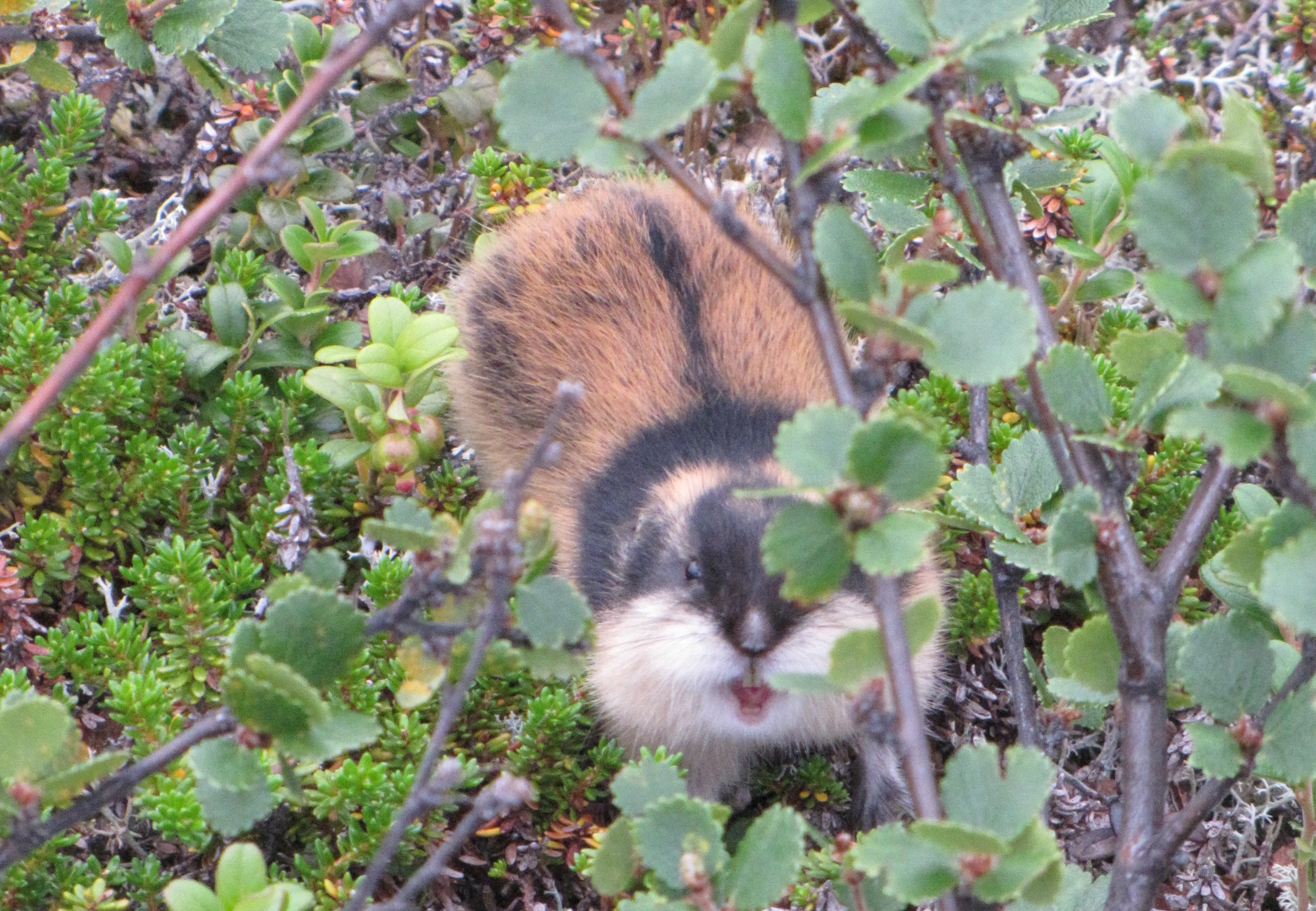
Lumík norský

V celé oblasti tunturi můžeme najít zástupce rodu třtina (Calamagrostis) – třtinu laponskou (Calamagrostis lapponica) a třtinu nachovou (Calamagrostis phragmitoides), dále pak zástupce rodu Vaccinum – brusnici borůvku (Vaccinium myrtillus), brusnici brusinku (Vaccinium vitis-idae) a vlochyni bahenní (Vaccinium uliginosum). Velmi běžnými rostlinami jsou také šicha černá (Empetrum nigrum), ostružiník arktický (Rubus arcticus), jalovec obecný (Juniperus communis) a lišejník ledvinník arktický (Nephroma arcticum).
Ze zvířat jsou v celé tunturi hojní ptáci jako například bělokur tundrový (Lagopus lagopus), kulík zlatý (Pluvialis apricaria),bělořit šedý (Oenanthe oenanthe) a sovice sněžná (Bubo scandiacus). Dále jsou v tunturi běžní hlavně hlodavci - rejsek obecný (Sorex araneus), rejsek prostřední (Sorex caecutiens), rejsek malý (Sorex minutus), rejsec vodní (Neomys fodiens), hraboš vodní (Arvicola amphibius), hraboš mokřadní (Microtus agrestis), hraboš hospodárný severní (Microtus oeconomus), norník tajgový (Myodes rutilus), norník šedavý (Myodes rufocanus)a lumík norský (Dicrostonyx groenlandicus) . Velice ojediněle zde můžeme zahlédnout také lišku polární (Vulpes lagopus) a lišku obecnou (Vulpes vulpes), která se běžněji vyskytuje v zalesněných částech Keva.

##### Oblast tzv. alpínského pásma tunturi

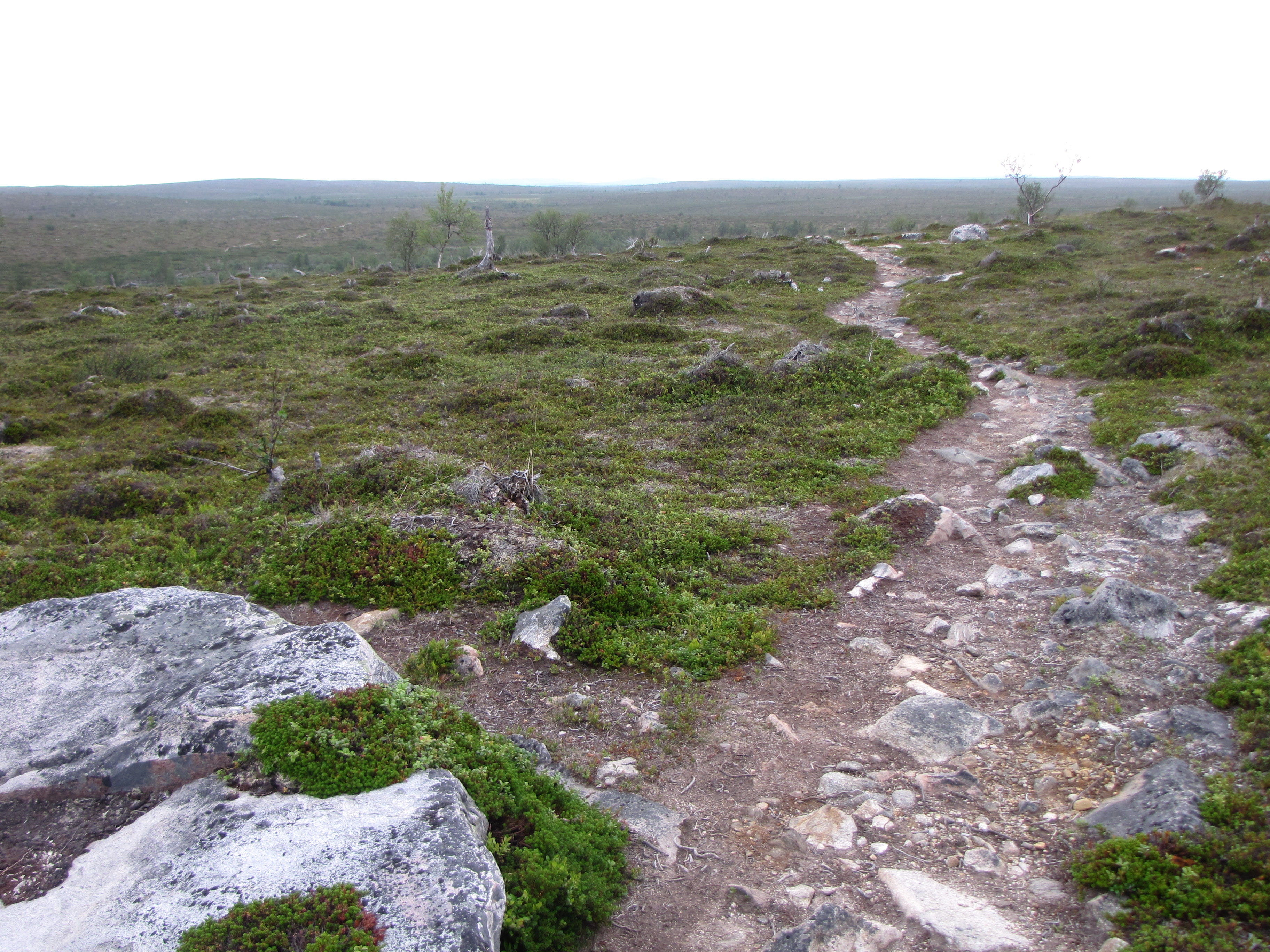
Tunturi

Zde najdeme převážně travní porost tvoření zástupci rodu Carex, např. ostřice obecná (Carex nigra/juncella), ostřice šedavá (Carex canescens), ostřice vodní (Carex aquatilis), ostřice plstnatoplodá (Carex lasiocarpa) a ostřice bažinná (Carex limosa). Další zástupci trav jsou bika klasnatá (Luzula spicata), kostřava ovčí (Festuca ovina), smilka tuhá (Nardus stricta) a sítina trojklaná (Juncus trifidus).
Další rostliny typické pro tento biotop jsou vřes obecný (Calluna vulgaris), zlatobýl obecný (Solidago virgaurea), kyhanka sivolistá (Andromeda polifolia), kohátka maličká (Tofieldia pusilla), vousatec žlutozelený (Alectoria ochroleuca), vousatec černající (Alectoria nigricans).
Z nižších rostlin se tu vyskytují především lišejníky rodu Flavocetraria (pukléřka), Sphaerophorus (paličkovec) a Cladonia (dutohlávka). Z mechů tu najdeme mapovník zeměpisný (rhizocarpon geographicum).
Jediným stromem je vrba bylinná (Salix herbacea).
Ptáci typičtí pro tuto oblast jsou kulík hnědý (Charadrius morinellus), bělokur horský (Lagopus muta), sněhule severní (Plectrophenax nivalis) a chaluha malá (Stercorarius longicaudus).

##### Louky tunturi

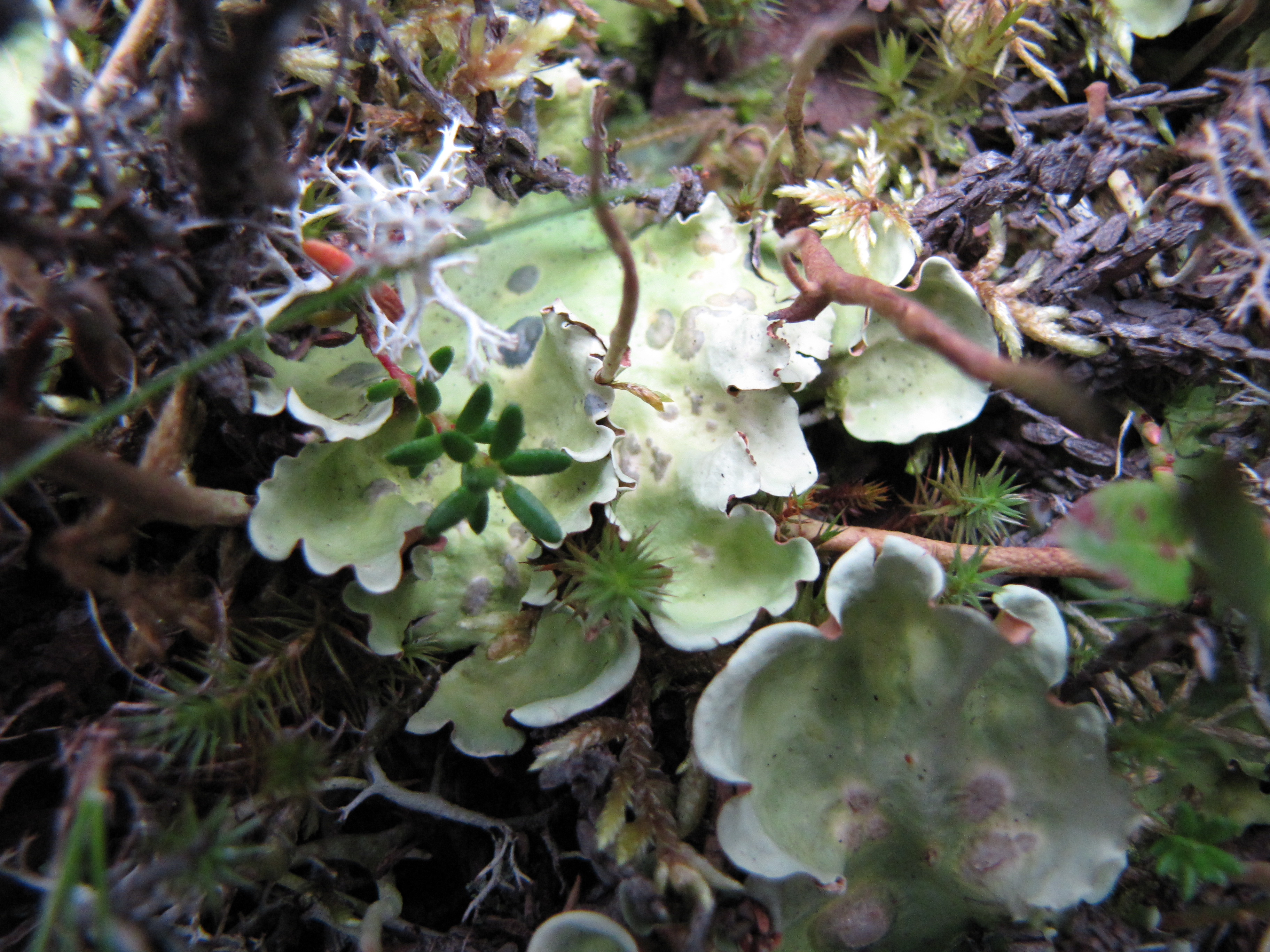
Porostnice mnohotvárná

Opět jsou tu hojné trávy jako např.: tomka vonná (Anthoxanthum odoratum/alpinum), psineček (Agrostis mertensii) nebo bojínek alpinský (Phleum alpinum). Nachází se tu také upolín evropský (Trollius europaeus), pryskyřník prudký subarktický (Ranunculus acris ssp. borealis), hadí kořen živorodý (Bistorta vivipara) a ptačinec (Stellaria borealis).
Nalézt se zde dají i játrovky rodu Marchantia (porostnice), např. porostnice mnohotvárná (Marchantia polymorpha) a porostnice alpská (Marchantia alpestris).
Ze zvířat zde žijí druhy typické pro tunturi popsány výše.

##### Březové porosty tunturi
Nejhojnějším zástupcem je bříza pýřitá (Betula pubescens ssp. tortuosa), můžeme zde však najít také četné množství vrb - vrba bobkolistá (Salix phylicifolia), vrba vlnatá (Salix lanata), vrba horská (Salix myrsinites) a již zmíněná vrba bylinná (Salix herbacea). Dalším zástupcem stromů je topol osika (Populus tremula).
Dále zde najdeme celou řadu plavuní - plavuň pučivá (Lycopodium annotinum), plavuň vidlačka (Lycopodium clavatum), plavuník alpinský (Diphasiastrum alpinum) a vranec jedlový (Huperzia selago).
Z mechů zde roste travník schreberův (Pleurozium schreberi), rokytník lesklý (Hylocomium splendens), lesklec příjemný (Plagiothecium laetum) a mnoho zástupců rodu Dicraneum (dvouhrotec) a rodu Polytrichum (ploník). Opět zde najdeme lišejníky rodu Cetraria (pukléřka) a Cladonia (dutohlávka), např.: dutohlávka sobí (Cladonia rangiferina).
Pro tyto březové porosty je typický druh ptáka kukačka obecná (Cuculus canorus). Dále pak další, již zmíněné, druhy typické pro tunturi.

#### Oblast kaňonu
Na území kaňonu najdeme také několik odlišných biotopů. Nejrozlehlejším jsou Háje a louky kaňonu, oživením nejzajímavějšími jsou pak zaplavované písčité pláže a strmé stěny kaňonu.
V postranních údolích kaňonu se nachází také borové lesy.

##### Háje a louky kaňonu

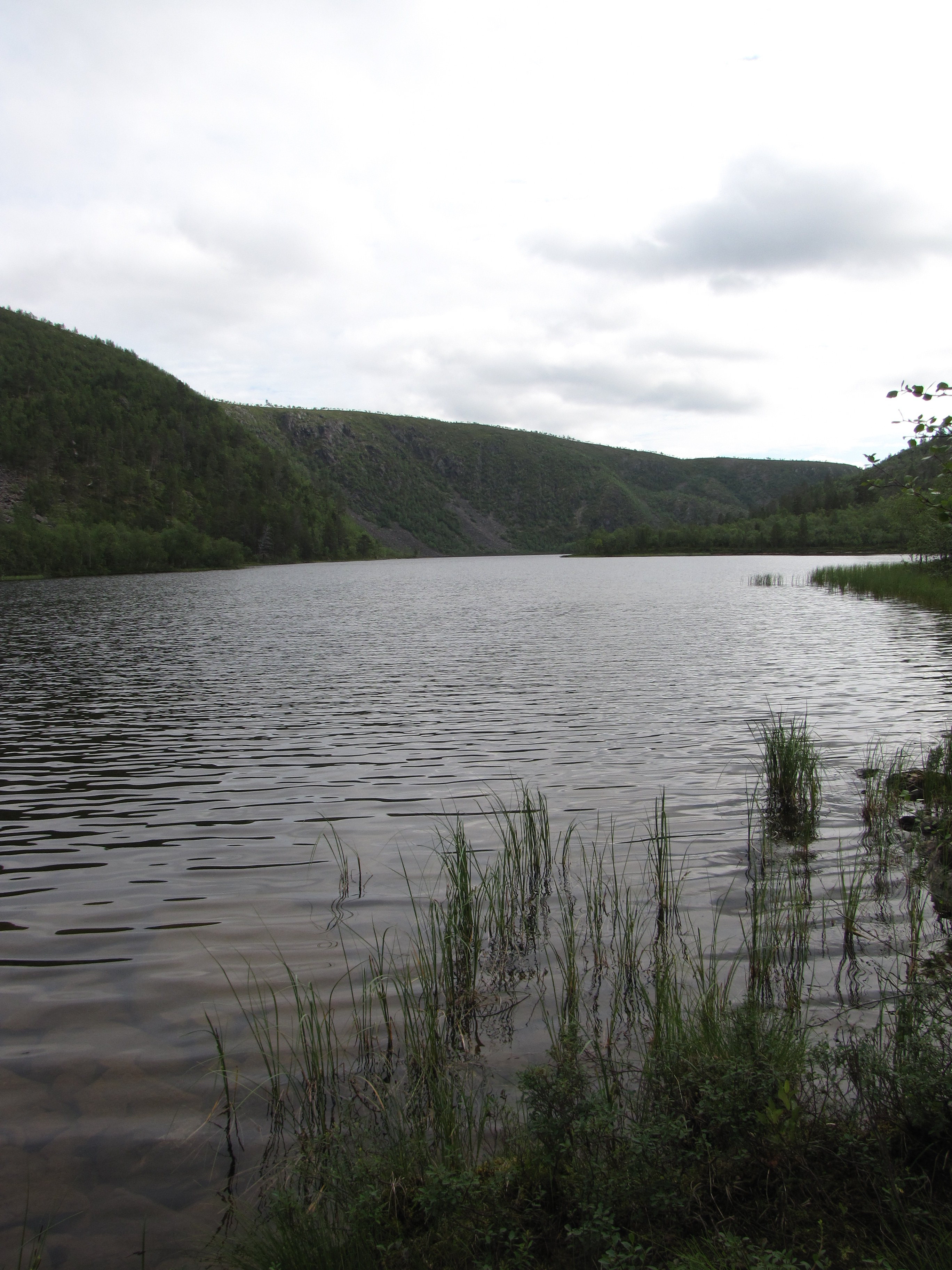
Pohled na kaňon od břehu řeky Kevojoki

Z již z míněných rostlin zde najdeme úpolín evropský (Trollius europaeus) a ostružiník arktický (Rubus arcticus).
Z dalších rostlin se tu nachází rybíz klasnatý (Ribes spicatum), kakost lesní (Geranium sylvaticum), žluťucha alpská (Thalictrum alpinum), svízel severní (Galium boreale), kozinec chladnomilný (Astragalus frigidus), violka dvoukvětá (Viola biflora), pcháč různolistý (Cirsium helenioides), kontryhel (Alchemilla glomerulans), mochna Crantzova (Potentilla crantzii), řebříček obecný (Achillea millefolinum), rozrazil dlouholistý (Veronica longifolia), zvonek okrouhlolistý (Campanula rotundifolia), tužebník jilmový (Filipendula ulmaria), všivec laponský (Pedicularis lapponica) a dříneček švédský (Cornus suecicaa).
Z dřevin zde roste vrba černající (Salix myrsinifolia).
Najdeme lze také trávy - biku malokvětou (Luzula parviflora), pšeníčko rozkladité (Milium effusum) a ostřici (Carex norvegica), kapradiny - kapraď podobnou (Dryopteris expansa), pérovník pštrosí (Matteuccia struthiopteris), papratku samičí (Athyrium filix-femina) a orchideje - bradáček srdčitý (Listera cordata), vemeníček zelený (Coeloglossum viride) a prstnatec plamatý (Dactylorhiza maculata)
Z mechů jsou zde hojní zástupci rodu Climacium (drabík), Mnium (měřík), Cirriphyllum (hájovka) a Rhodobryum (baňatka).
Roste zde také přeslička lesní (Equisetum sylvaticum) a locika (Lactua sibirica).
Můžeme zde potkat rysa ostrovida (Lynx lynx) a také několik druhů ptáků: budníčka severního (Phylloscopus borealis), pěnici slavíkovou (Sylvia borin), krutihlava obecného (Jynx torquilla), budníčka lesního (Phylloscopus sibilatrix), budníčka menšího (Phylloscopus collybita), střízlíka obecného (Troglodytes troglodytes), sýkoru lužní (Parus montanus), lindušku lesní (Anthus trivialis) a husu polní (Anser fabalis).

##### Zaplavované písčité pláže
Neustálé každoroční zaplavování přežije jen několik málo druhů rostlin.
Mezi tyto rostliny patří: barborka přitisklá (Barbarea stricta), tučnice obecná (Pinguicula vulgaris), mateřídouška obecná (Thymus serpyllum), svízel slatinný (Galium uliginosum), lepnice alpská (Bartsia alpina), lomikámen vstřícnolistý (Saxifraga oppositifolia), lomikámen nicí (Saxifraga cernua), sítina niťovitá (Juncus filiformis), třtina přehlížená (Calamagrostis stricta), suchopýr Scheuchzerův (Eriophorum scheuchzeri) a suchopýrek trsnatý (Trichophorum cespitosum).
Jediným zde rostoucím stromem schopným přežít zaplavování je olše šedá (Alnus incana).
Tyto pláže obývá mnoho druhů ptáků jako například: hlohol severní (Bucephala clangula), morčák prostřední (Mergus serrator), morčák velký (Mergus merganser), pisík obecný (Actitis hypoleucos), skorec vodní (Cinclus cinclus), rakosník proužkovaný (Acrocephalus schoenobaenus), strnad rákosní (Emberiza schoeniclus) a polák chocholačka (Aythya fuligula).

##### Stěny kaňonu

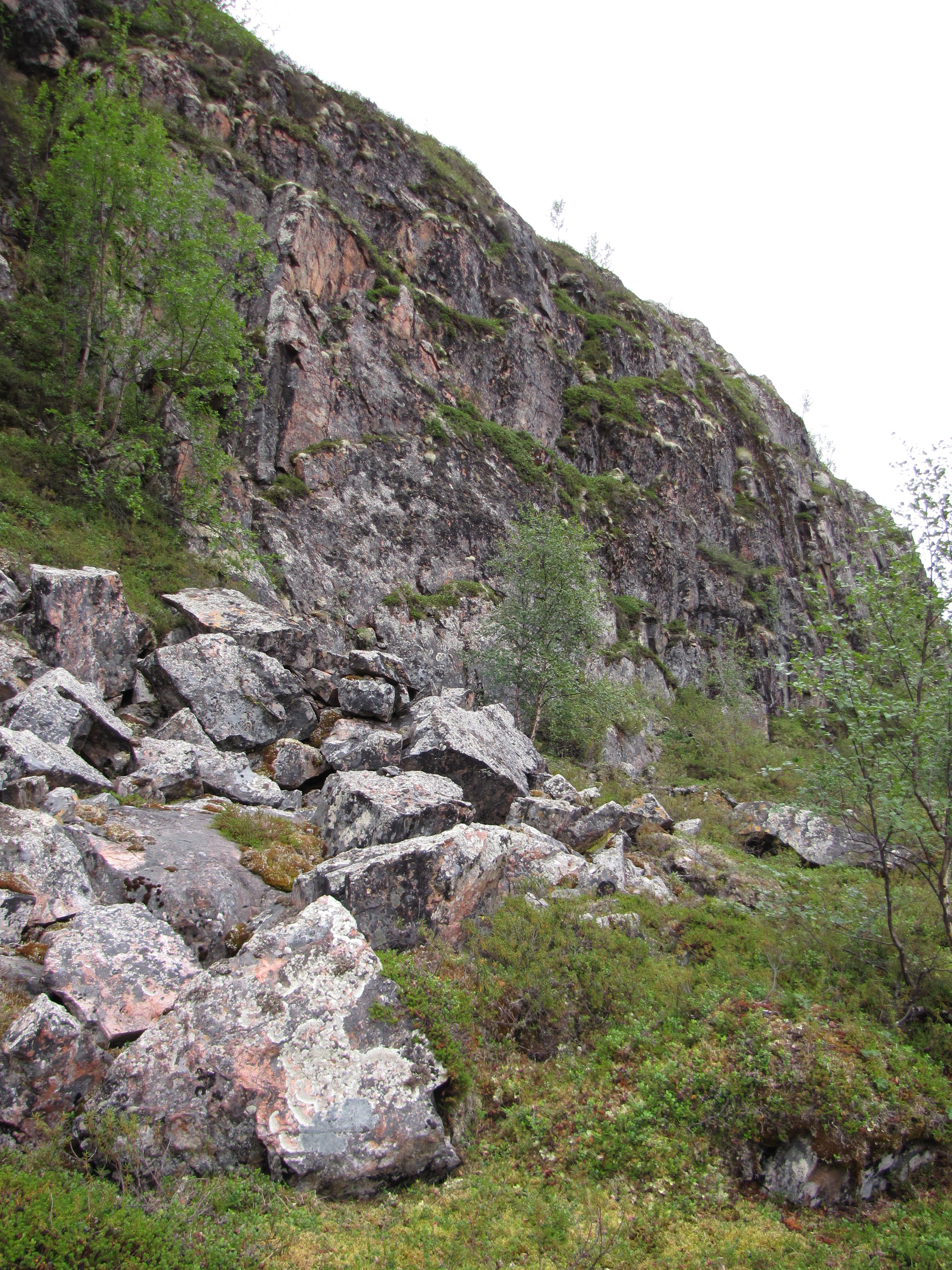
Pahta neboli strmé stěny kaňonu

Strmé stěny kaňonu jsou dalším unikátním biotopem, erodovaná skála je spolu s trusem ptáků velmi bohatým zdrojem minerálů, avšak jen málo rostlin se umí svými kořeny udržet na těchto strmých skalách, těmito rostlinami jsou: lopuštík skloněný (Lappula deflexa), kopřiva dvoudomá (Urtica dioica), mochna norská (Potentilla norvegica), rožec alpský (Cerastium alpinum), chudina pochybná (Draba daurica), lomikámen trsnatý (Saxifraga caespitosa), lomikámen sněžný (Saxifraga nivalis) dále několik zástupců trav: lipnice hajní (Poa nemoralis), ostřice vláskovitá (Carex capillaris) a metlice křivolaká (Deschampsia flexuosa).
Vyskytují se tu také kapradiny: kapradinka alpínská (Woodsia alpina) a kapradinka skalní (Woodsia ilvensis), mechy: pohárovec laponský (Amphidium lapponicum), psízubec zakroucený (Cynodontium tenellum), dvoustraník vláskovitý (Distichium capillaceum), rokyt dolomitový (Hypnum revolutum) a lišejníky: hávnatka křivožebrá (Peltigera venosa), ledviník úhelný (Nephroma bellum) a mnoho zástupců rodu Physconia (terčovník).
Na úpatí skal pak lze najít vraní oko čtyřlisté (Paris quadrifolia).
Ze zvířat zde najdeme rosomáka (Gulo gulo) dále hnízdící ptáky káni rousnou (Buteo lagopus), poštolku obecnou (Falco tinnunculus), jiřičku obecnou (Delichon urbica) a spolu s nimi netopýra severního (Eptesicus nilssonii).

##### Řeka a přiléhající jezera
Řeku a jezera využívá mnoho druhů vodního ptactva. Například potáplice severní (Gavia arctica), potáplice malá (Gavia stellata), labuť zpěvná (Cygnus cygnus), čírka obecná (Anas crecca), hvízdák euroasijský (Anas penelope), ostralka štíhlá (Anas acuta), hoholka lední (Clangula hyemalis), polák chocholačka (Aythya fuligula), turpan hnědý (Melanitta fusca), turpan černý (Melanitta nigra) a rybák dlouhoocasý (Sterna paradisaea).
Dále zde žije několik savců - ondatra pižmová (Ondatra zibethicus), bobr kanadský (Castor canadensis) a vydra říční (Lutra lutra).
V řece a jezerech je také velké množství ryb, jako losos obecný (Salmo salar), pstruh potoční (Salmo trutta), siven severní (Salvelinus alpinus), lipan podhorní (Thymallus thymallus), síh severní (Coregonus lavaretus), mník jednovousý (Lota lota), štika obecná (Esox lucius), okoun říční (Perca fluviatilis), střevle potoční (Phoxinus phoxinus), koljuška tříostná (Gasterosteus aculeatus), koljuška devítiostná (Pungitius pungitius) a vranka obecná (Cottus gobio).

##### Borové lesy

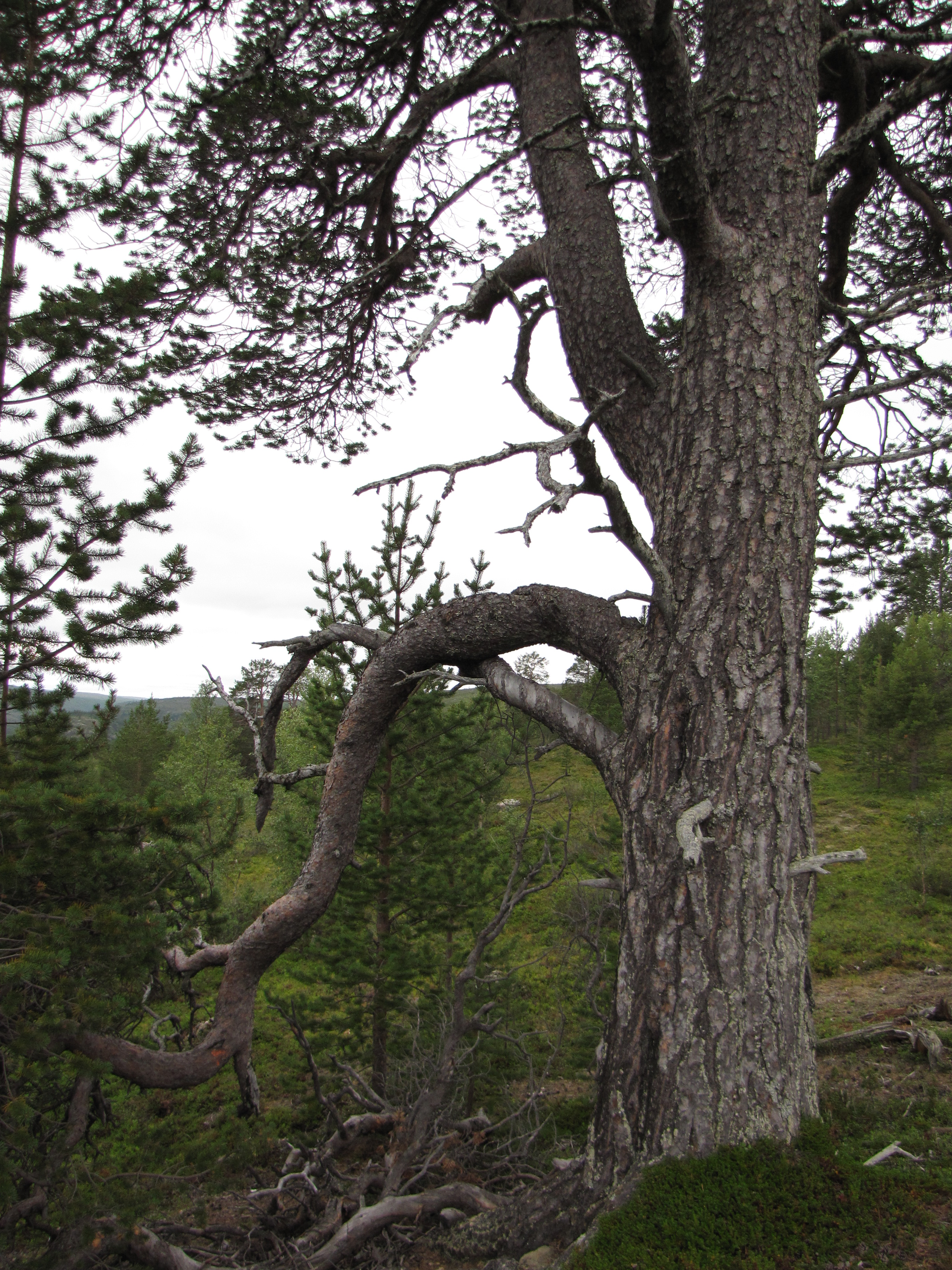
Borovice lesní

V rezervaci se nachází pouze velmi malé množství borových lesů, avšak v bezlesé nebo křovinaté tundře je to velice výrazný krajinný prvek a je nutné jej tedy zmínit.
Hlavní rostlinou je zde borovice lesní (Pinus sylvestris), dále pak velký počet trav, například: ostřice Buxbaumova (Carex buxbamii), ostřice pozdní (Carex viridula) a lišejníků rodu Cetraria (pukléřka) a Cladonia (dutohlávka), nejhojněji zastoupená je již zmíněná dutohlávka sobí (Cladonia rangiferina). Roste tu také mech dvouhrotec (Dicranum drummondii).
Doplňkovými rostlinami jsou: medvědice alpská (Arctostaphylos alpina), medvědice lékařská (Arctostaphylos uva-ursi), vřes modrý (Phyllodoce caerulea), hruštice jednostranná (Orthilia secunda), hruštička menší (Pyrola minor) a jednokvítek velekvětý (Moneses uniflora).
Můžeme zde najít rovněž spoustu hub, jako: hřib borový (Boletus pinophilus), křemenáč borový (Leccinum vulpinum), slizák mazlavý (Chroogomphus rutilus), klouzek obecný (Suillus luteus), klouzek strakoš (Suillus variegatus), čirůvka zelánka (Tricholoma auratum), šafránka červenožlutá (Tricholomopsis rutilans) a šupinovka nevonná (Gymnopilus penetrans).
Z ptáků tu hnízdí: budníček větší (Phylloscopus trochilus), tetřev hlušec (Tetrao urogallus), ťuhýk šedý (Lanius excubitor), datlík tříprstý (Picoides tridactylus), pěvuška modrá (Prunella modularis), puštík bradatý (Strix nebulosa) a sovice krahujová (Surnia ulula).
Ze savců zde žijí: veverka obecná (Sciurus vulgaris), medvěd hnědý (Ursus actor), liška obecná (Vulpes vulpes), srnec obecný (Capreolus capreolus) a los evropský (Alces alces).

#### Močály a jezírka
Močály a jezírka jsou různě roztříštěna v celém Kevu, nejhojněji však v tunturi.

##### Močály

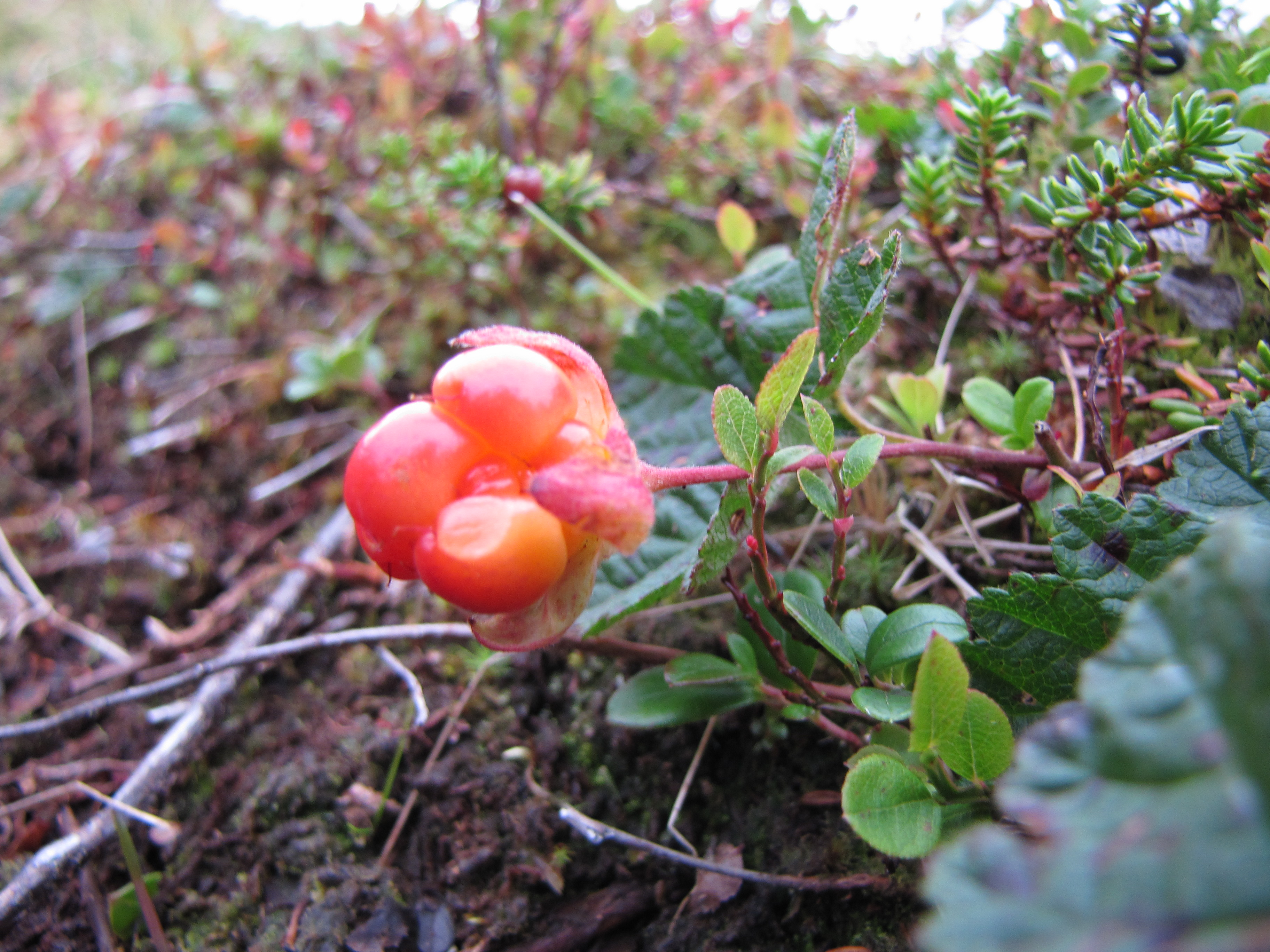
Ostružiník moruška

Močály jsou stanoviště s velmi specifickou florou, která musí být schopná přežít i při menším množství obsahu kyslíku.
Těmito rostlinami jsou: ostřice zobánkatá (Carex rostrata), ostřice (Carex rotundata), suchopýr úzkolistý (Eriophorum angustifolium), suchopýr červenavý (Eriophorum russeolum), rojovník bahenní (Rhododendron tomentosum), blatnice bahenní (Scheuchzeria palustris), klikva bahenní (Vaccinium oxycoccos) a ostružiník moruška (Rubus chamaemorus).
Rostou zde i masožravé rostliny - bublinatka prostřední (Utricularia intermedia), rosnatka anglická (Drosera longifolia), rosnatka okrouhlolistá (Drosera rotundifolia).
Ze stromů zde můžeme vidět břízu trpasličí (Betula nana).
Ze zvířat se zde vyskytují především ptáci: vodouš bahenní (Tringa glareola), jespák bojovný (Philomachus pugnax), bekasina otavní (Gallinago gallinago), slučka malá (Lymnocryptes minimus), jespák obecný (Calidris alpina), jespák šedý (Calidris temminckii), lyskonoh úzkozobý (Phalaropus lobatus), vodouš tmavý (Tringa erythropus), břehouš rudý (Limosa lapponica), jespáček ploskozobý (Limicola falcinellus), jeřáb popelavý (Grus grus), moták pilich (Circus cyaneus) a linduška rudokrká (Anthus cervinus).

##### Jezírka

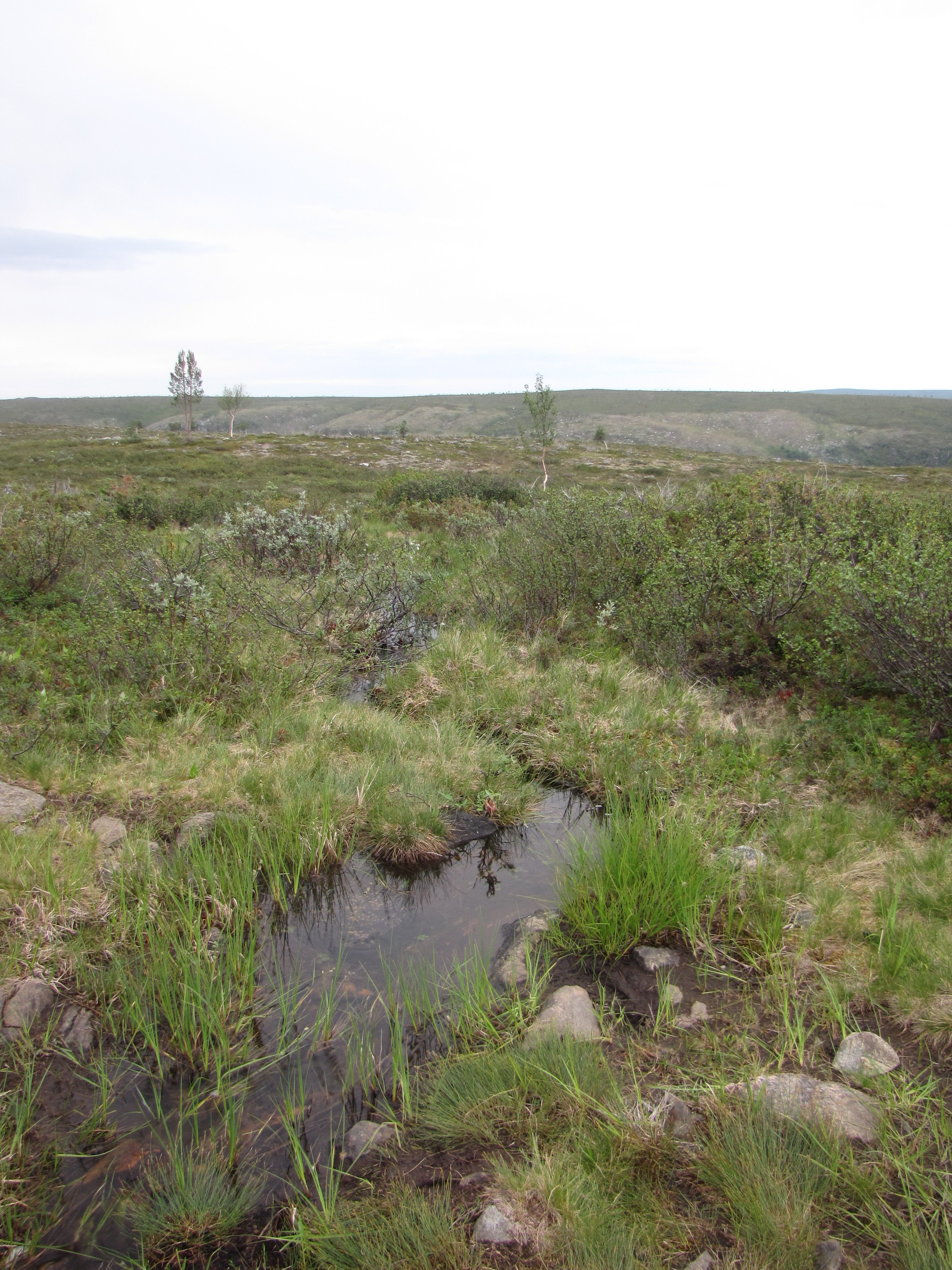
Močálové jezírko v tunturi

Jak již bylo řečeno, nejvíce se tato jezírka vyskytují v tunturi, kde dotvářejí ráz této krajiny.
Rostliny nacházející se v okolí těchto vodních ploch jsou: Pryskyřník štítnatý (Ranunculus peltatus), stolístek střídavolistý (Myriophyllum alterniflorum), rdest trávolistý (Potamogeton gramineus), rdest Berchtoldův (Potamogeton berchtoldii), šídlatka jezerní (Isoetes lacustris), šídlatka ostnovýtrusá (Isoetes echinospora), přeslička poříční (Equisetum fluviatile), prustka obecná (Hippuris vulgaris), zevar úzkolistý (Sparganium angustifolium), vachta trojlistá (Menyanthes trifoliata), mochna bahenní (Potentilla palustris), lakušník kořenující (Ranunculus confervoides), řeřišnice luční (Cardamine pratensis) a blatouch bahenní (Caltha palustris).
V okolí jezírek se nevyskytuje žádná konkrétní fauna, ale zastoupení zvířat je podle oblasti, kde jezírko nachází.

## Turistické informace

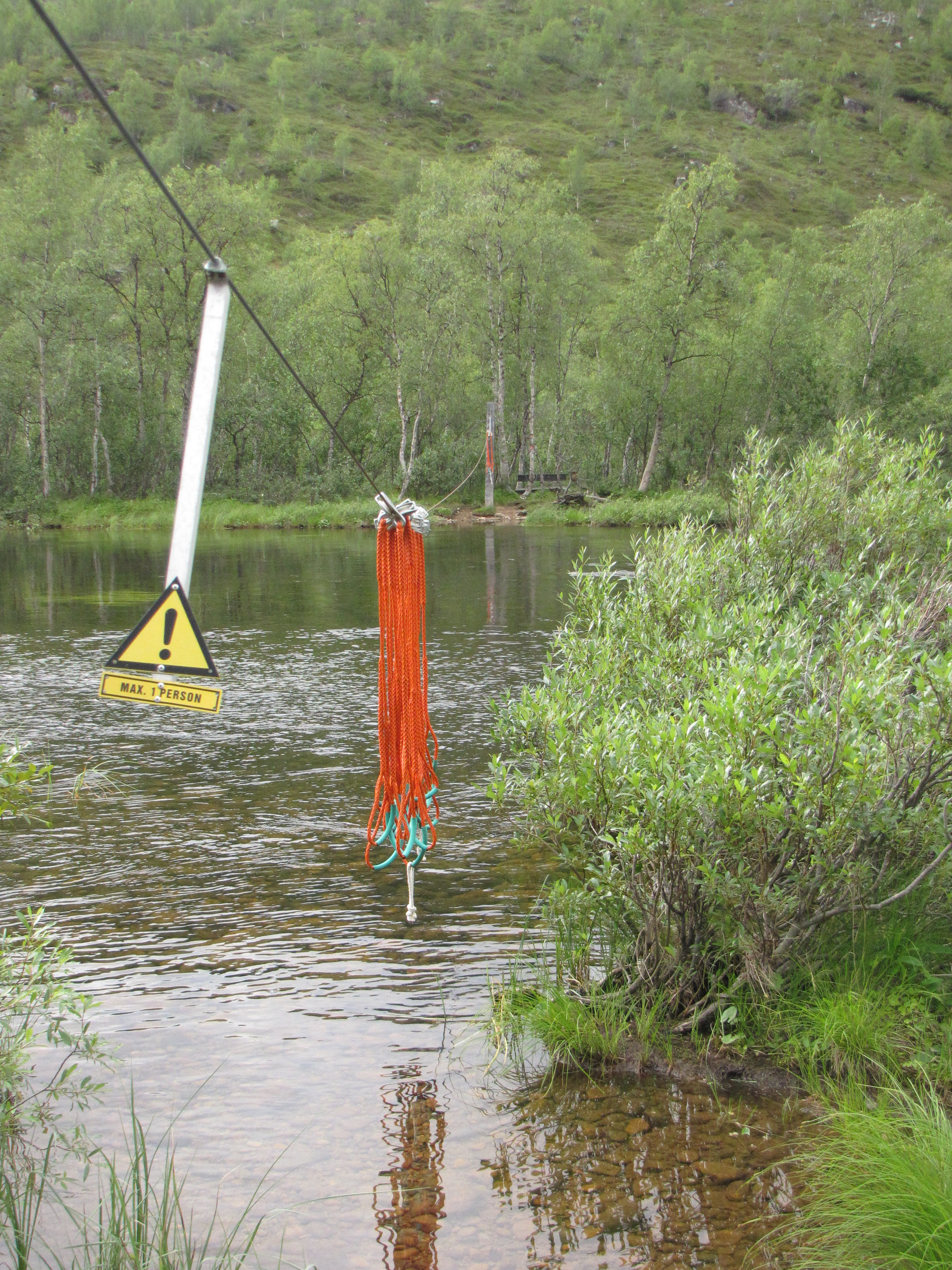
Přechod přes vodu

Rezervace je jednou z největších turisty navštěvovaných lokalit, je také poměrně známá, avšak vzhledem k její rozlehlosti a délce tratí tu zřídkakdy potkáte větší skupiny návštěvníků.
Rezervace má dva vstupy, jeden na jihozápadě, druhý na severovýchodě, poblíž vesnice Kenesjärvi. Oba dva jsou dobře dostupné autobusem. Pokud se rozhodnete pro jihozápadní vstup, potom je vaším cílem autobusová zastávka Sulaoja, pokud pro severovýchodní, směřujte do osady Kenesjärvi.
Pro Kevonský kaňon a tunturi platí odlišná turistická pravidla.
Co se kaňonu týče, v době od 15.6. do 15.10. se zde může chodit pouze po vyznačených stezkách. Jediní lidé, kteří mají právo se pohybovat mimo ně, jsou původní obyvatelé oblasti tzv. Sámové při péči o jejich stáda sobů. Stezky jsou tu dvě – kratší, 62.5 km dlouhá a delší, 86.5 km dlouhá. Stezky jsou velmi dobře značené.
Od 16.10. do 31.3. je dovoleno libovolně běžkovat po celé délce kaňonu.
Mezi 1.4. a 14.6. je vstup do kaňonu zakázán.
Tunturi můžete navštěvovat celoročně. V době od 1.5. do 15.10. je dovoleno chodit jen po vyznačených cestách, mezi 16.10. a 30.4. se lze pohybovat na běžkách po celé tunturi.
Jak v kaňonu tak v tunturi je dovoleno tábořit pouze na označených stanovištích, rozdělávat oheň je povoleno jen na určeném místě v rámci stanoviště.
V celé rezervaci je zakázáno trhat jakékoliv rostliny či sbírat lesní plody.
Tratě jsou klasifikovány jako náročné. Pravděpodobně kvůli početným, vcelku strmým svahům, které je nutno vyšplhat či slézt. Na stezkách se nacházejí také čtyři přechody přes vodu, kde nejsou žádné lávky, je tedy nutné se přebrodit.
Pokud se chystáte navštívit Kevo, připravte se, že cesta skrz rezervaci trvá v průměru 3 až 7 dní je tedy nutné se vybavit náležitým množstvím potravin. Na každém tábořišti je přístup k pitné vodě, není tedy potřeba vlastní.
Dalším doporučeným vybavením je repelent a stan – na cestě je několik srubů, ale ty jsou většinou plné komárů. Stejně tak spaní pod širým nebem se vzhledem k počtu komárů nedoporučuje.

## Ohrožení a ochrana lokality

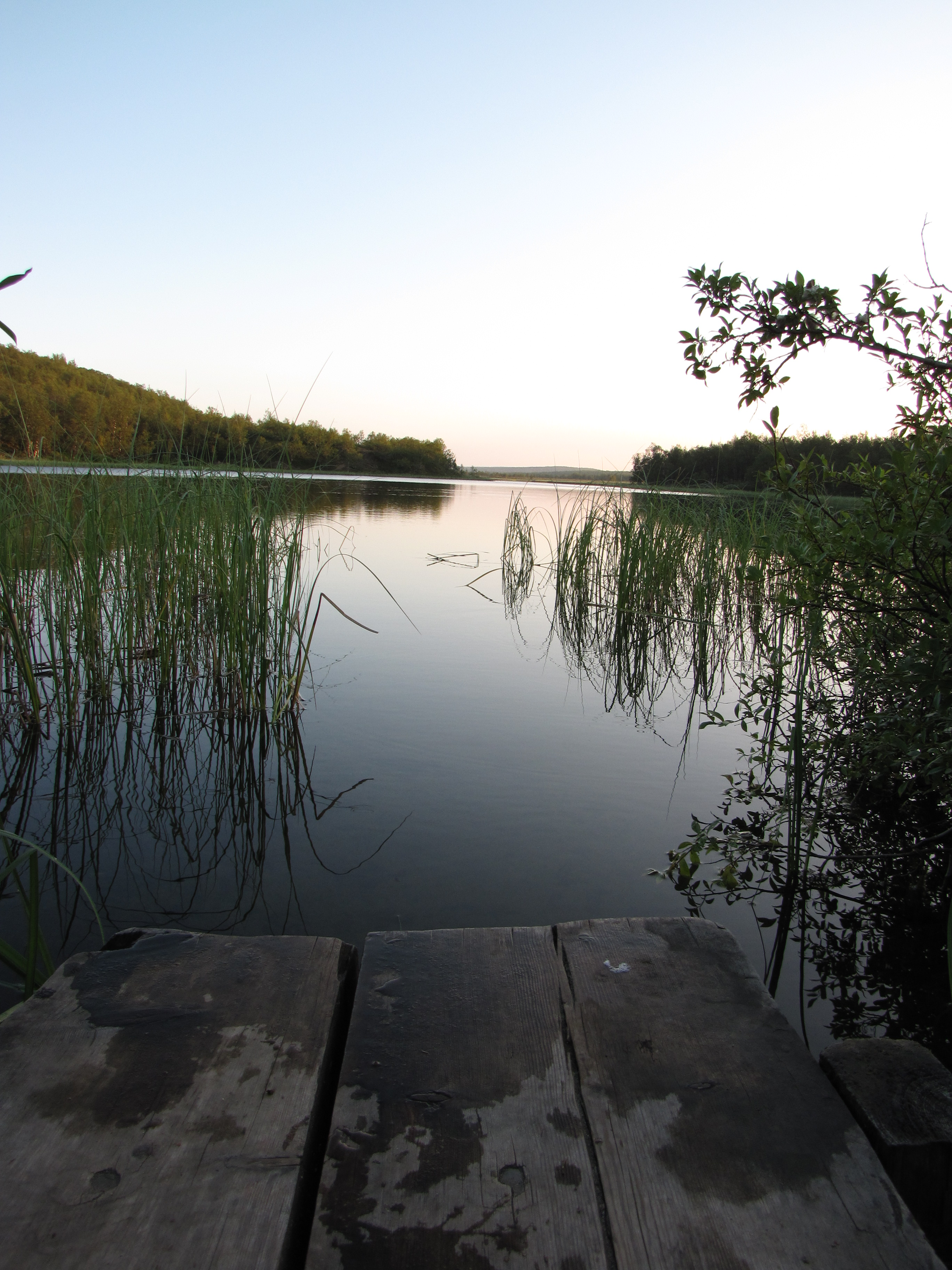
Půlnoční pohled na jezero Ruktajärvi na konci července

Vzhledem k tomu, že lokalita se nachází velice daleko na severu, nehrozí zde ohrožení turismem či rozšiřováním zástavby.
Ochrana spočívá především v uzavření kaňonu v době rozmnožování zvířat v něm žijících, dalším způsobem ochrany je potom ukázněné chování turistů - např.: pohyb pouze po vyznačených stezkách, táboření na vyznačených místech apod.